# Wohnhaus Zöllmener Straße 33

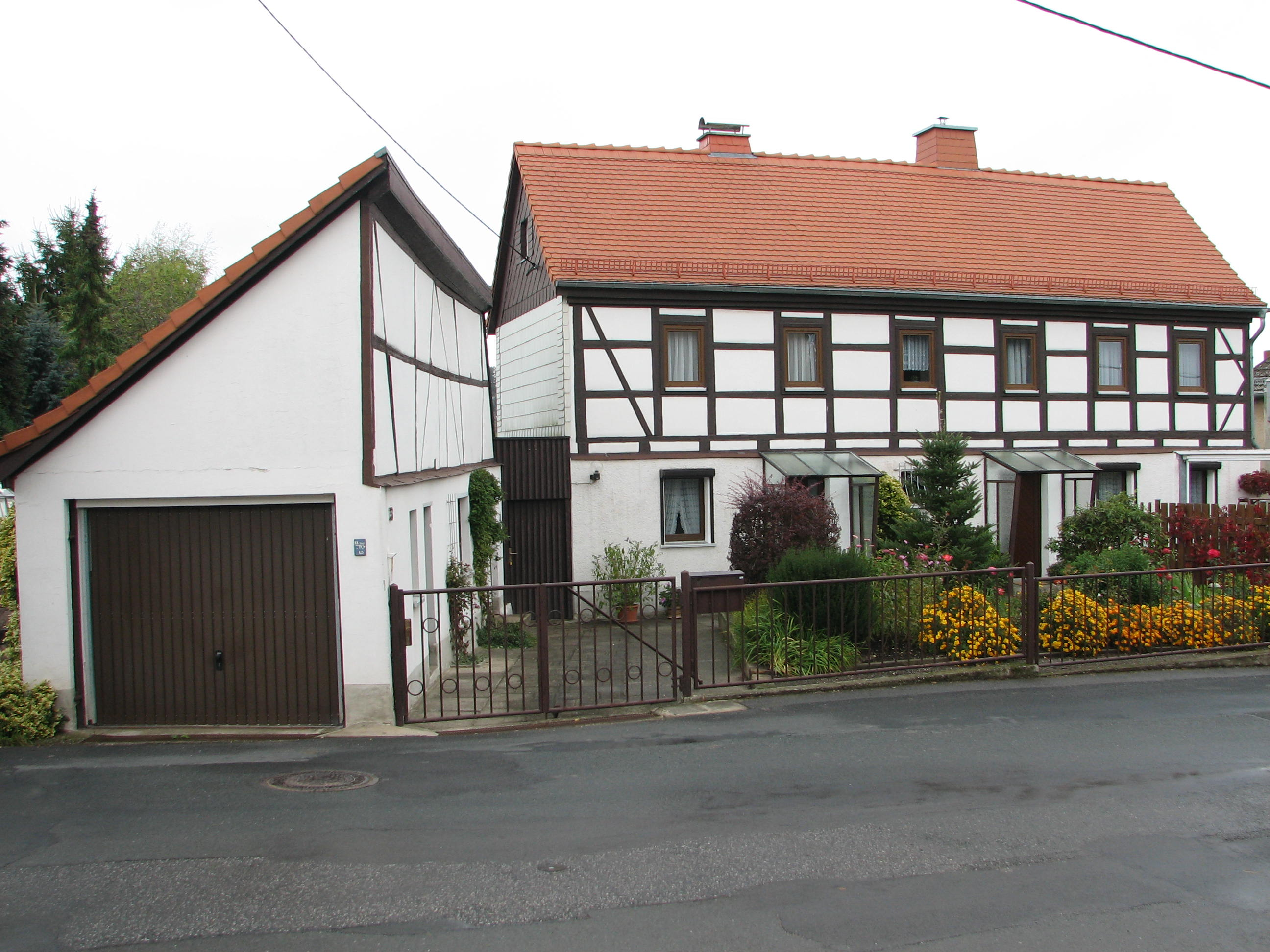
Straßenseitige Ansicht (2011)

Das Wohnhaus Zöllmener Straße 33 mit Nebengebäude ist ein denkmalgeschütztes Fachwerkhaus im Freitaler Stadtteil Wurgwitz.
Das traufständige Haus befindet sich an der Zöllmener Straße, Ecke „Am Weinberg“ und hat eine Grundfläche von etwa 15 × 5 m. Wie auch der sich im stumpfen Winkel zur Straße hin anschließende Schuppen ist das Obergeschoss des Hauptgebäudes in Fachwerkbauweise errichtet. Es hat sechs Fensterachsen und ein ziegelgedecktes Satteldach.
Zu Beginn des 19. Jahrhunderts war es das erste Haus von Wurgwitz an der von Zauckerode kommenden Straße. Zum Anwesen gehörte ein kleines Grundstück hinter dem Gebäude. Erster dokumentierter Besitzer war Johann Gottlieb Döhnert. Dieser verkaufte es am 28. Mai 1847 an Carl Gotthilf Brendel, dem auch das nur wenige Meter entfernte Rittergut Wurgwitz gehörte. Auch heute noch ist das Gebäude ein Wohnhaus, in den Schuppen wurde zur Straße hin ein Garagentor eingebaut. Als Relikt des ursprünglichen Dorfbildes und seiner baugeschichtlichen Relevanz wurde es als Kulturdenkmal eingestuft.